# Zephyranthes gratissima
Zephyranthes gratissima är en amaryllisväxtart som beskrevs av Pierfelice Ravenna. Zephyranthes gratissima ingår i släktet Zephyranthes och familjen amaryllisväxter. Inga underarter finns listade i Catalogue of Life.